# Jürgen Moltmann
Jürgen Moltmann   (Hamburg, 8 d'abril de 1926 - Tübingen, 3 de juny de 2024) va ser un teòleg protestant alemany.

## Biografia
Va començar els estudis de matemàtiques i física, però li sorprengué el començament de la Segona Guerra Mundial i s'allistà a les Forces Aèries Auxiliars, d'on fou obligat a allistar-se a l'exèrcit de terra el 1944. El 1945 es va rendir al primer soldat anglès que va veure en un bosc, sense haver disparat encara cap tret.
Durant els anys següents fou un dels molts joves presoners de guerra alemanys en un camp a Bèlgica. Allà, juntament amb un grup de presoners, declarà haver perdut tota la seva esperança en la cultura germana a conseqüència d'Auschwitz, Buchenwald i la resta de camps nazis d'extermini. Moltmann es dedicà a distribuir clandestinament fotos d'aquests camps per conscienciar els seus companys.
Encara al camp, un capellà estatunidenc li regalà una petita còpia del Nou Testament i del Llibre dels Salms. Va unir-se a un grup de cristians, sentint-se cada cop més identificat amb la fe cristiana. Ell mateix va proclamar anys més tard: «Jo no vaig trobar Crist, fou Ell qui va trobar-me a mi».
Traslladat a Escòcia, treballà amb d'altres compatriotes en la reconstrucció d'àrees danyades pels bombardeigs. L'hospitalitat dels residents envers els presoners el deixà marcat. En un altre camp, prop de Nottingham, es trobà amb molts estudiants de teologia. Allà va llegir el seu primer llibre de teologia: La naturalesa i destí de l'home, de Reinhold Niebuhr, que el marcà decisivament.
Quan va tornar a Hamburg es trobà la seva ciutat en ruïnes, com la resta del país. Immediatament Moltmann reclamà el deure de la teologia d'arribar als "supervivents de la generació", seguint l'exemple de l'Església Confessant, creant noves estructures, però en quedà defraudat, com molts altres, en contemplar que s'intentava oblidar completament el període nazi i es repetien les estructures segons els models d'abans de la guerra.
Després de formar part del primer moviment d'estudiants cristians d'Alemanya, estudià a Göttingen, on la majoria dels professors, seguidors de Karl Barth, formaren part de l'Església Confessant. Entre les seves primeres influències hi havia Ernst Bloch i el seu principi esperança, els germans Blumhardt i Studdert Kennedy.
Moltmann va ser professor de teologia sistemàtica a Bonn (1963) i Tübingen (1967). Va ser un dels mestres de la dogmàtica contemporània: el primer Moltmann ha estat freqüentment comparat amb la teologia de l'alliberament, mentre que al llarg dels anys es va apropanr a una teologia menys radical i exigent. Va pronunciar les conferències Gifford a la Universitat d'Edimburg el 1984-1985. Moltmann guanyà el Premi Grawemeyer de Religió (2000) pel seu llibre La vinguda de Déu: Escatologia cristiana.

## Obra publicada
- Gnadenbund und Gnadenwahl: Die Prädestinationslehre des Moyse Amyraut, dargestellt im Zusammenhang der heilsgeschichtlichen-föderaltheologischen Tradition der Akademie von Saumur. Göttingen 1951, DNB 480287031 (Dissertation Georg-August-Universität Göttingen, Theologische Fakultät, 14. April 1952).
- Christoph Pezel (1539–1604) und der Calvinismus in Bremen (= Hospitium ecclesiae. Band 2). Einkehr, Bremen 1958, DNB 480673896 (Habilitationsschrift Georg-August-Universität Göttingen 27. Februar 1957).
- Die Gemeinde im Horizont der Herrschaft Christi. Neukirchen-Vluyn 1959.
- Theologie der Hoffnung. Untersuchungen zur Begründung und zu den Konsequenzen einer christlichen Eschatologie. Gütersloher Verlagshaus, Gütersloh 2005 (Erstausgabe 1964).
- Der gekreuzigte Gott. Das Kreuz Christi als Grund und Kritik christlicher Theologie. Gütersloher Verlagshaus, Gütersloh 2002 (Erstausgabe 1972).
- Kirche in der Kraft des Geistes. Ein Beitrag zur messianischen Ekklesiologie. Gütersloher Verlagshaus, Gütersloh 2010 (Erstausgabe 1975).
- Trinität und Reich Gottes. Zur Gotteslehre. Gütersloher Verlagshaus, Gütersloh 1986 (Erstausgabe 1980).
- Gott in der Schöpfung. Ökologische Schöpfungslehre. Gütersloher Verlagshaus, Gütersloh 2015 (Erstausgabe 1985).
- Der Weg Jesu Christi. Christologie in messianischen Dimensionen. Gütersloher Verlagshaus, Gütersloh 1989.
- Der Geist des Lebens. Eine ganzheitliche Pneumatologie. Gütersloher Verlagshaus, Gütersloh 2010 (Erstausgabe 1991).
- Das Kommen Gottes. Christliche Eschatologie. Gütersloher Verlagshaus, Gütersloh 1995.
- Wissenschaft und Weisheit. Zum Gespräch zwischen Naturwissenschaft und Theologie. Gütersloher Verlagshaus, Gütersloh 2002.
- Weiter Raum. Eine Lebensgeschichte. Gütersloher Verlagshaus, Gütersloh 2006.
- Ethik der Hoffnung. Gütersloher Verlagshaus, Gütersloh 2010.
- Der lebendige Gott und die Fülle des Lebens. Auch ein Beitrag zur Atheismusdebatte unserer Zeit. Gütersloher Verlagshaus, Gütersloh 2014.
- Über Geduld, Barmherzigkeit und Solidarität. Gütersloher Verlagshaus, Gütersloh 2018.
- Christliche Erneuerungen in schwierigen Zeiten. Claudius, München 2019.
- Auferstanden in das ewige Leben. Gütersloher Verlagshaus, Gütersloh 2020.